# Hoonah
Hoonah is een plaats (city) in de Amerikaanse staat Alaska, en valt bestuurlijk gezien onder Skagway-Hoonah-Angoon Census Area.

## Demografie
Bij de volkstelling in 2000 werd het aantal inwoners vastgesteld op 860.
In 2006 is het aantal inwoners door het United States Census Bureau geschat op 739, een daling van 121 (-14.1%).

## Geografie
Volgens het United States Census Bureau beslaat de plaats een oppervlakte van
22,5 km², waarvan 17,1 km² land en 5,4 km² water.

## Plaatsen in de nabije omgeving
De onderstaande figuur toont nabijgelegen plaatsen in een straal van 40 km rond Hoonah.